# Hugo Lavados
Hugo Sebastián Lavados Montes (Talca, 16 de agosto de 1949) es un economista, académico, investigador, consultor y político democratacristiano chileno, Actualmente es rector de la Universidad San Sebastián (USS), cargo que asumió por segunda vez el 1 de junio de 2023. Fue ministro de Estado en la cartera de Economía bajo el primer gobierno de Michelle Bachelet.

## Biografía
Hijo de Manuel Lavados, un pequeño industrial que tenía una fundición en el mismo terreno de su casa, y de Luisa Montes, una profesora normalista que hacía clases en la Escuela Número 6 de Talca, estudió —como sus hermanos mayores Jaime (fue rector de la Universidad de Chile e Iván (fue director, por más de 30 años, del Centro Interuniversitario de Desarrollo— en el liceo de hombres de esa ciudad y en el Lastarria de Santiago.
Es ingeniero comercial de la Universidad de Chile y posee un magíster en economía en la Universidad de Boston.
Fue superintendente de Valores y Seguros (1990-1994), miembro de la Comisión Resolutiva Antimonopolios en el mismo periodo, gerente general del Banco Bhif (1994-1998); vicepresidente ejecutivo de Habitacoop (asumió en diciembre de 1998), en circunstancias en que la cooperativa vivía un duro momento. Fungió como director de la estatal Dirección General de Promoción de Exportaciones (ProChile) hasta el 8 de enero de 2008. Dejó este cargo al ser designado ministro de Economía, Fomento y Reconstrucción (Lavados es miembro del Partido Demócrata Cristiano, que formaba parte de la coalición gobernante entonces). Dejó el cargo con el fin de la administración, en marzo de 2010, justo después del cambio legal que posibilitó la creación de una institucionalidad particular para el sector turismo.
A comienzos de 2013 asumió como presidente del directorio de AFP Cuprum, tras su toma de control por parte de Principal Financial Group y al año siguiente, como rector de la Universidad San Sebastián, cargo que desempeñó hasta marzo de 2018, cuando asumió Carlos Williamson Benaprés. Como rector de la USS fue criticado por sus conexiones con la coalición gobernante entonces, ya que le permitirían ejercer como lobbista para conseguir fondos estatales. Así, la periodista Mónica González, directora del CIPER, manifestaba en 2016: "¿Cuanto le está pagando la Universidad San Sebastián a Hugo Lavados como rector? Hugo Lavados un militante destacado de la DC, que fue ministro de Economía en los gobiernos de la Concertación, que es un lobbista importante que se le contrata como rector para obtener todos los beneficios y ha bregado en sus columnas para que instituciones como la suya sigan manteniendo la enorme cantidad de fondos fiscales".
Dentro de sus actividades académicas destaca su labor como profesor investigador del Departamento de Economía de la Universidad de Chile y como profesor de macroeconomía, microeconomía, desarrollo económico y evaluación de proyectos de la carrera de ingeniería comercial de la misma entidad.
Fue distinguido como el mejor académico de la Facultad de Administración y Economía de la Universidad de Santiago en 1983.
Ha efectuado asesorías al Banco Mundial y al Interamericano de Desarrollo en Perú, Uruguay, Costa Rica, Ecuador y Paraguay, sobre reformas y modernización de mercado de valores.